# レッスル武闘館
レッスル武闘館（レッスルアリーナ）は、日本にあるプロレスの道場兼試合会場。

## 歴史
2009年1月24日、ネオプラス アイスリボン事業部の移行により、市ヶ谷アイスボックスから機能を移転させる形で開設。イサミが命名権を買収して名称が「イサミレッスル武闘館（イサミレッスルアリーナ）」になった。アイスリボンが、こけら落とし「アイスリボン33」を開催。
通常はアイスリボンの道場として使用される一方で他団体への貸出、総合格闘技の開催なども考慮されている。常設されたリングは通常のものより、一回り小さいサイズ（5メートル四方）を使用している。
2010年1月、改装工事が行われた。2月26日、アイスリボンの興行「アイスリボン160」がリニューアルした最初の興行を開催。
2012年1月、イサミとの契約満了により、名称をレッスル武闘館（レッスルアリーナ）に改称。

## アイスリボン以外で興行を開催していた団体
- JWP女子プロレス（青春・無限大パワー）
- NEO女子プロレス
- プロレスリングWAVE
- REINA女子プロレス
- 東京女子プロレス（ファンクラブ限定興行）
- ユニオンプロレス
- 格闘探偵団バトラーツ
- プロレスリングSECRET BASE
- シアタープロレス花鳥風月
- ガンバレ☆プロレス
- 2AW
- ASUKA PROJECT
- 暗黒プロレス組織666（YOUNGプロレスわっしょい!）
- ガッツワールドプロレスリング（Truth）
- CHIKARA
- リバーサリング!!!（格闘技団体）

日曜日はアイスリボンのレフェリーであった佐藤淳一が学生プロレス出身である利点を生かして学生プロレスと社会人プロレスの興行に貸し出している。
- SWS学生プロレス
- UWF関東学生プロレス連盟
- 慶應プロレス研究会
- 健康プロレス
- CWP
- W.I.N